# Cultura livre

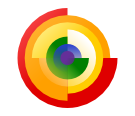
Logotipo oficial de Obras Culturais Livres.

A cultura livre é uma visão da cultura baseada na liberdade de distribuir e modificar trabalhos e obras criativas livremente. Opõe-se ao conceito que nomeia “cultura da permissão” e à ideia de propriedade. Portanto, envolve a produção e a defesa de diversas formas de conteúdo livre, como o software livre, conhecimento livre, música livre, entre outros.

## Prólogo
O ser humano é um ser social e organiza seus contatos através de conexões, ou como diria Castells: "Redes constituem a nova morfologia social de nossas sociedades, a difusão da lógica de redes modifica de forma substancial a operação e os resultados dos processos produtivos e de experiência, poder e cultura", dessa forma, em redes onde existe uma interatividade real e não apenas quantitativa entre os seus elementos, alterações substanciais em alguns dos "nós" geram efeitos que podem ser percebidos em toda a sua estrutura.

## Origem
Quando se fala em alterações sociais, alguns momentos históricos devem ser levados em consideração antes de tratarmos a questão da cultura livre. O movimento teve origem com os acontecimentos de 1968, em que críticas incessantes contra a falta de pluralismo das informações pelos grandes veículos de comunicação eram feitos com freqüência pelos movimentos sociais; em países onde a ditadura estava instaurada essas manifestações eram ainda mais endurecidas.
Os anos 1980 ficaram marcados pelo surgimento dos "grassroots", ou movimentos sociais de base que ocorriam sem quaisquer mediações das estruturas tradicionais de poder como a imprensa, as grandes corporações ou os partidos políticos. Mas é somente a partir dos anos 1990 com a disseminação da internet na metade da década (já que ela facilitava as atividades em termos de tempo e custo, e por possibilitar a organização de pessoas de diferentes localidades além de quebrar o monopólio da emissão e divulgação das informações) que o movimento ganha suas formas e força com a discussão copyright x copyleft que criticava a propriedade intelectual privada buscando a socialização do conhecimento. Os ciberativistas são peças fundamentais para que esse objetivo se concretizasse.

## Desenvolvimento
É notório que entre estes períodos houve um desenvolvimento no que diz respeito à ampliação das reivindicações, primeiro pela expansão das próprias relações sociais (conexões) geradas, sobretudo pela crescente onda de globalização (onde a lógica do local perde sua importância em função dos assuntos que geram efeitos globais) e em segundo lugar pelo surgimento e disseminação das novas tecnologias. Outro aspecto relativo às mudanças ocorridas entre esses períodos é que as lutas sociais deixam de ter um aspecto vertical de poder para assumir uma postura horizontal, assim sendo o indivíduo como "membro organizador" cede espaço para o intercâmbio de informação entre os diversos autores com o intuito de obterem efeitos mais amplos.

## O copyright e os direitos autorais
O processo pelo qual uma obra deixa de ser passível de direitos autorais e passa ao domínio público é notoriamente complexo e desigual; em determinados países, obras que já deveriam pertencer ao domínio público tiveram o período de vigência do copyright protelado. Demonstrando um desequilíbrio entre a sociedade e o poder econômico.
Podemos dizer então que a Cultura Livre defende que todo bem cultural, científico e tecnológico produzido deveria pertencer a toda a sociedade. Para tanto deve oferecer a liberdade de uso, modificação, adaptação e distribuição a todos.

## O Software Livre
A CSL (Comunidade do Software Livre) acredita que as ações que envolvem as liberdades do software devem se basear numa atitude de enfrentamento a propriedade intelectual. Richard Stallman, fundador da "Free Software Foundation", definiu quatro liberdades essenciais para manter um software livre:
1. A liberdade de executar o programa para qualquer propósito.
2. A liberdade de estudar como o programa funciona, e para isso o acesso ao código-fonte é um pré-requisito básico.
3. A liberdade de redistribuir cópias de modo a beneficiar outras pessoas.
4. A liberdade de aperfeiçoar o programa e liberar suas melhorias.

## Creative Commons
Com bases nesses conceitos, estudantes, artistas e juristas começaram a contestar a aplicabilidade legal e consensual dos direitos intelectuais de natureza criativa e em 2002 propuseram o Creative Commons. Este é um modelo mais flexível de propriedade sobre a obra, organizado, resumidamente, da seguinte forma:
| Símbolo               | Nome                  | Descrição |
| --------------------- | --------------------- | --- |
| Atribuição            | Atribuição (BY)       | De acordo com esta licença, outras pessoas podem copiar, distribuir, exibir e executar a obra; criar obras derivadas e fazer uso comercial da mesma, desde que haja crédito ao autor. Todas as replicações precisam ter os termos da licença explicados. |
| CompartilhaIgual (SA) | CompartilhaIgual (SA) | Esta, por sua vez, permite que somente sejam feitos trabalhos derivados abaixo da mesma licença que o autor utiliza em sua própria obra. |
| NãoComercial          | NãoComercial (NC)     | Esta é a licença não comercial, ou seja, as outras pessoas podem copiar, distribuir, exibir e executar o trabalho apenas para propósitos não comerciais. A licença continua válida para todos os trabalhos derivados do primeiro.                        |
| SemDerivações         | SemDerivações (ND)    | permitido que outros copiem, distribuam, exibam e executem o trabalho original, mas não podem fazer outros trabalhos a partir dele. |

Dentre elas, as restrições "não comercial" e "sem derivações" são consideradas ainda intermediárias entre uma cultura da permissão e uma cultura livre, não fazendo parte das licenças livres.